# Fonofobia
Il termine fonofobia o acusticofobia, dal greco akoustikós "udibile" e fòbos "fobia", in medicina, indica una paura ossessiva verso il rumore: diversamente dall'iperacusia, ha spesso cause psicologiche indotte da traumi sonori.

## Descrizione
In condizioni normali, qualunque soggetto è allarmato da rumori improvvisi e/o acuti come il suono di una sirena. Ad un soggetto fonofobico invece, anche la percezione di rumori normali può causare disturbo al pari di quelli acuti o improvvisi che sono ritenuti potenzialmente dannosi: è da notare che si tratta di rumori della vita quotidiana, o la cui percezione è minima.

## Clinica
Le manifestazioni psicosomatiche della fonofobia sono diverse, tra cui: attacchi di panico, tachicardia, mal di testa, sensazione di essere aggredito dal rumore, disorientamento, difficoltà nel concentrarsi e riflettere, desiderio di fuga. Ciò avviene perché il rumore è percepito come un elemento di aggressione.